# Superserien för herrar 2021
Superserien 2021 var Sveriges högsta division i amerikansk fotboll för herrar säsongen 2021. Serien spelades 12 juni–24 juni och vanns av Örebro Black Knights. Lagen mötte de andra lagen i enkelmöten. Vinst gav 2 poäng, oavgjort 1 poäng och förlust 0 poäng.
De tre bäst placerade lagen gick vidare till slutspel. SM-slutspelet spelades 3 juli–10 juli och vanns av Örebro Black Knights.

## Tabell
| Nr | Lag                           | S | V | O | F | V%    | GP  | IP  | PS   | P |
| -- | ----------------------------- | - | - | - | - | ----- | --- | --- | ---- | - |
| 1  | Örebro Black Knights1         | 3 | 2 | 0 | 1 | 0,667 | 109 | 54  | +55  | 4 |
| 2  | Carlstad Crusaders1 (RM)      | 3 | 2 | 0 | 1 | 0,667 | 111 | 53  | +58  | 4 |
| 3  | Stockholm Mean Machines1 (RL) | 3 | 2 | 0 | 1 | 0,667 | 87  | 55  | +32  | 4 |
| 4  | Uppsala 86ers                 | 3 | 0 | 0 | 3 | 0,000 | 0   | 145 | −145 | 0 |

1 Lagens placering avgjordes genom poängskillnad i inbördes möten. Då fick Örebro 6 poäng, Carlstad 3 poäng och Stockholm -9 poäng.
Färgkoder:
|      | – Kvalificerad för final               |
|      | – Kvalificerad för semifinal           |
| (RL) | – Regerande ligamästare (seriesegrare) |
| (RM) | – Regerande svenska mästare            |

## Matchresultat
| Hemma \ Borta           | CC      | SMM     | U86    | ÖBK     |
| Carlstad Crusaders      | —       | –       | 55 – 0 | 34 – 27 |
| Stockholm Mean Machines | 26 – 22 | —       | 41 – 0 | –       |
| Uppsala 86ers           | –       | –       | —      | 0 – 49  |
| Örebro Black Knights    | –       | 33 – 20 | –      | —       |

## Slutspel

### Semifinal
|       | 3 juli 2021 | Carlstad Crusaders | 14 – 16  | Stockholm Mean Machines | Tingvalla IP      |                   |
| 15:00 | 15:00       |                    | (7 – 10) |                         | Domare: T Mandoki | Domare: T Mandoki |
| 15:00 | 15:00       |                    |          |                         | Domare: T Mandoki | Domare: T Mandoki |
| 15:00 | 15:00       |                    |          |                         | Domare: T Mandoki | Domare: T Mandoki |

### SM-final
|       | 10 juli 2021 | Örebro Black Knights | 28 – 14 | Stockholm Mean Machines | Behrn Arena                        |                                    |
| 15:00 | 15:00        |                      | (6 – 7) |                         | Publik: 3 000 Domare: Theo Mandoki | Publik: 3 000 Domare: Theo Mandoki |
| 15:00 | 15:00        |                      |         |                         | Publik: 3 000 Domare: Theo Mandoki | Publik: 3 000 Domare: Theo Mandoki |
| 15:00 | 15:00        |                      |         |                         | Publik: 3 000 Domare: Theo Mandoki | Publik: 3 000 Domare: Theo Mandoki |